# Brigade 8
Brigade 8 ist eine neonazistische Vereinigung im Stil eines Rockerclubs. Diese rechtsextreme Organisationsform wird auch als „Brotherhood“ (dt. „Bruderschaft“) bezeichnet. Der Club stammt aus Schleswig-Holstein, besitzt allerdings mehrere sogenannte Chapter in unbekannter Anzahl.

## Geschichte
„President“ des wie ein Rockerclub organisierten Clubs für ganz Deutschland ist ein rechtsextremer Unternehmer, der auch ein Merchandising-Geschäft namens Nordic War Clothing & Streetwear Company betreibt. Zu den Unterstützern des Clubs zählt der Versandhandel Zentralversand von Rene Herrman. Das größte Chapter des Clubs wurde in Bremen gegründet. Weitere Chapter sollen in Thüringen, Sachsen, Mecklenburg und Nordrhein-Westfalen existieren. Der Club verwendet Symboliken der Outlaw Motorcycle Gang. Colour des Clubs ist ein Eisernes Kreuz mit einem Totenkopf in der Mitte und der Aufschrift B8 Crew. Die Gruppe verwendet Kutten sowie typische Bezeichnungen wie „President“, aber auch NS-Bezeichnungen wie Gauleiter. Im Internet, insbesondere unter facebook und vk.com zeigen Mitglieder von Brigade 8 strafrechtlich relevante Symbole und Gesten, so Hakenkreuze und den Hitlergruß.
Die Bruderschaft ist mit der Rechtsrock-Szene verbunden. Einzelne Aktivisten besuchten diverse Veranstaltungen dieser Szene, Verbindungen bestehen  unter anderem zu den Bands Bunker 16, Endlöser und Strafmaß. Zudem widmete die Rechtsrock-Band Legion Germania der Organisation ein Lied auf ihrem Album Tag der Rache (2012, Freiheitsmelodien Tonträger). Ihr Zahlenkürzel 28 teilt sich die Brigade 8 mit der in Deutschland verbotenen rechtsextremen Organisation Blood & Honour.
2013 warnte der Bremer und der schleswig-holsteinische Verfassungsschutz vor der Gruppierung. Im Juni 2013 wurde eine Veranstaltung der Brigade 8 in der Hansestadt Bremen von Innensenator Ulrich Mäurer (SPD) verboten. Bei der Vorstellung des Bremer Verfassungsschutzbericht 2012 bezeichnete er die Gruppierung als „antisemitisch und in krasser Weise menschenverachtend“.